# Slogan

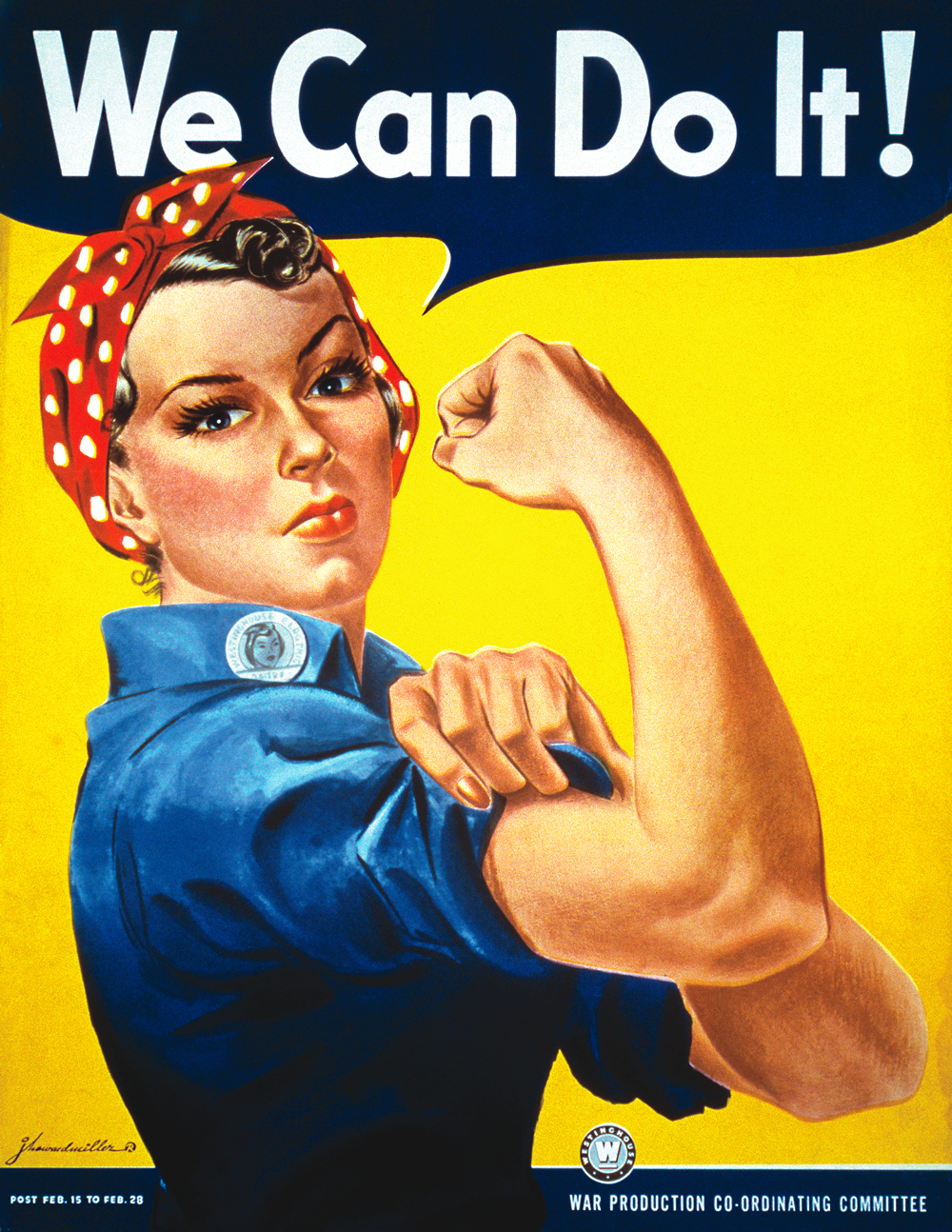
"Rosie la Rivettatrice". Manifesto pubblicitario della seconda guerra mondiale che invitava le donne a prendere il posto di lavoro degli uomini partiti per il fronte con lo slogan: «Possiamo farlo!» (Opera di J. Howard Miller). In tempi recenti il manifesto e lo slogan sono stati usati per la propaganda dei principi femministi.

Uno slogan, motto, raro slogano, è una frase breve, sintetica e di impatto che punta ad essere facilmente memorizzabile, con un conseguente effetto immediato; si avvale spesso di accorgimenti ritmici, di rime, di assonanze o allitterazioni.
È usata in un contesto comunicativo, politico o commerciale, come espressione ripetitiva di un'idea o di un proposito. Il termine deriva dal gaelico scozzese sluagh-ghairm, pronunciato slogorm, ed è composto da sluagh (che si traduce in "moltitudine di spiriti") e ghairm ("urlo") e originariamente, per i Celti delle Highland scozzesi, significava "grido di guerra" o "grido di battaglia".
Uno slogan politico esprime in genere uno scopo o un'aspirazione ("Proletari di tutti i paesi, unitevi!" o "Boia chi molla").
In pubblicità il termine veniva spesso usato per intendere il titolo di un annuncio. È più raramente usato per indicare il payoff, cioè la frase associata al marchio (ad esempio "Just Do It" per Nike). Anche Rete 4 aveva uno slogan: "Ogni giorno di più", che era anche l'omonima canzone scritta da Augusto Martelli ed interpretata da Aida Cooper.

## Etimologia
La parola slogan deriva da slogorn che era un'anglicizzazione del gaelico scozzese e dell'irlandese sluagh-ghairm (sluagh "esercito", "ospite" + gairm "grido"). Gli slogan variano dallo scritto e dal visivo al cantato e al volgare. La loro semplice natura retorica di solito lascia poco spazio ai dettagli e uno slogan cantato può servire più come espressione sociale di uno scopo unificato che come comunicazione a un pubblico previsto.
La ricerca di George E. Shankel (1941) afferma che "le persone di lingua inglese iniziarono a usare il termine nel 1704". Il termine a quel tempo significava "la nota distintiva, la frase o il grido di qualsiasi persona o corpo di persone". Gli slogan erano comuni in tutto il continente europeo durante il Medioevo; erano usati principalmente come parola d'ordine per garantire il corretto riconoscimento degli individui di notte o nella confusione della battaglia.

## Simpatia
La ricerca di Crimmins (2000) suggerisce che i marchi sono una risorsa aziendale estremamente preziosa e possono costituire gran parte del valore totale di un'azienda. Prendendo in considerazione la ricerca di Keller (1993), che suggerisce che un marchio è composto da tre diverse componenti, questi includono nome, logo e slogan. I nomi dei marchi e i loghi possono essere modificati dal modo in cui il ricevitore li interpreta. Pertanto, lo slogan ha un grande ruolo nel ritrarre il marchio. Pertanto, lo slogan dovrebbe creare un senso di simpatia affinché il nome del marchio sia ricordato e il messaggio dello slogan molto chiaro e conciso.
La ricerca di Dass, Kumar, Kohli e Thomas (2014) suggerisce che ci sono alcuni fattori che costituiscono la simpatia di uno slogan ad esempio la chiarezza del messaggio che il brand sta cercando di codificare all'interno dello slogan e il vantaggio del prodotto o servizio che sta ritraendo. La creatività di uno slogan è un altro fattore che ha avuto un effetto positivo sulla simpatia di uno slogan. Infine, lasciare il marchio fuori dallo slogan avrà un effetto positivo sulla simpatia del marchio stesso. Gli inserzionisti devono tenere in considerazione questi fattori quando creano uno slogan per un marchio, poiché mostra chiaramente che un marchio è una risorsa molto preziosa per un'azienda, poiché lo slogan è una delle tre componenti principali dell'immagine di un marchio.

## Utilizzo
L'uso originale si riferisce all'uso come motto del clan tra gli eserciti gaelici. Gli slogan di marketing sono spesso chiamati tagline negli Stati Uniti o strapline nel Regno Unito. Gli europei usano i termini linee di baseline, signature, claim o pay-off. "Sloganeering" è un termine per lo più dispregiativo per attività che degradano il discorso a livello di slogan. 
Gli slogan vengono utilizzati per trasmettere un messaggio sul prodotto, servizio o causa che sta rappresentando. Può avere un tono musicale o scritto sotto forma di canzone. Gli slogan sono spesso usati per catturare l'attenzione del pubblico che sta cercando di raggiungere. Se lo slogan viene utilizzato per scopi commerciali, spesso viene scritto per essere memorabile/accattivante in modo che un consumatore possa associare lo slogan al prodotto che rappresenta. Uno slogan fa parte dell'aspetto produttivo che aiuta a creare un'immagine per il prodotto, servizio o causa che rappresenta. Esso può essere costituito da poche semplici parole utilizzate per formare una frase che può essere utilizzata in modo ripetitivo. Nella pubblicità commerciale, le aziende utilizzeranno uno slogan come parte dell'attività promozionale.
Gli slogan dovrebbero catturare l'attenzione del pubblico e influenzare i pensieri del consumatore e la sua scelta su cosa acquistare. Lo slogan viene utilizzato dalle aziende per influenzare il modo in cui i consumatori vedono il proprio prodotto rispetto ad altri. Gli slogan possono anche fornire informazioni sul prodotto, servizio o azienda. Il linguaggio utilizzato negli slogan è essenziale per il messaggio che vuole trasmettere. Le parole utilizzate possono innescare diverse emozioni a cui i consumatori assoceranno quel prodotto. L'uso di buoni aggettivi costituisce uno slogan efficace; quando gli aggettivi sono abbinati ai nomi descrittivi, aiutano a far emergere il significato del messaggio attraverso le parole. Quando uno slogan viene utilizzato per scopi pubblicitari, il suo obiettivo è vendere il prodotto o il servizio al maggior numero di consumatori attraverso il messaggio e le informazioni fornite da uno slogan. Il messaggio di uno slogan può includere informazioni sulla qualità del prodotto. Esempi di parole che possono essere utilizzate per indirizzare la preferenza del consumatore verso un prodotto attuale e le sue qualità sono buono, bello, reale, migliore, ottimo, perfetto, migliore e puro. Gli slogan possono influenzare il comportamento dei consumatori nella scelta del prodotto da acquistare.

Gli slogan offrono informazioni ai consumatori in modo accattivante e creativo. Uno slogan può essere utilizzato per una causa in cui l'impatto del messaggio è essenziale per la causa stessa. Lo slogan può essere utilizzato per sensibilizzare su una causa attuale; un modo per farlo è mostrare immagini realistiche e veritiere che riguardano la causa sta sostenendo. Uno slogan dovrebbe essere chiaro con un messaggio di supporto. Gli slogan, se combinati con l'azione, possono fornire una base influente affinché una causa possa essere vista dal pubblico previsto. Gli slogan, siano essi utilizzati per scopi pubblicitari o per cause sociali, trasmettono un messaggio al pubblico che modella l'opinione del pubblico stesso sull'argomento dello slogan.
(Rumšienė & Rumšas, 2014)»
Considerare uno slogan come un ruolo di supporto per l'immagine e la rappresentazione di un marchio è utile per capire perché gli inserzionisti devono stare attenti a come costruiscono il loro slogan, poiché deve modellarsi con gli altri componenti dell'immagine del marchio, essendo il logo e nome.
Con la nascita del web dinamico, sono nati alcuni servizi automatici per la creazione di slogan.

### In protesta
Gli slogan sono stati ampiamente utilizzati nelle proteste risalenti a centinaia di anni fa, tuttavia sono aumentati rapidamente in seguito all'avvento dei mass media, in particolare con la creazione della macchina da stampa di Gutenberg e successivamente dei mass media moderni all'inizio del XX secolo. Esempi di slogan utilizzati nel contesto della protesta nell'antichità includono la rivolta di Nika, in cui il grido "Nika!" (vittoria in greco) fu usato come strumento di raduno e quasi fece cadere l'impero bizantino sotto Giustiniano I. Le basi degli slogan sono state notate da molte figure politiche e anche i dittatori ne hanno notato l'efficacia, ad esempio come nel Mein Kampf di Hitler. 
La base di questo semplice effetto propagandistico degli è stata usata brutalmente dai regimi nazista e sovietico, come indicato nei loro manifesti di propaganda. Al contrario, gli slogan sono spesso usati nelle democrazie liberali così come nelle organizzazioni di base, in un contesto di campagna informativa o politica. Con l'aumento della velocità e della quantità di informazioni nell'età moderna, gli slogan sono diventati un pilastro di qualsiasi campagna, spesso utilizzati dai sindacati mentre lo sciopero è chiamato a rendere immediatamente chiare le loro richieste.
Questo è stato notato da molti studiosi, ad esempio Noam Chomsky nota della preoccupante fusione di media e realtà in La fabbrica del consenso: l'economia politica dei mass media, discutendo questa base e i potenziali pericoli di ciò, in particolare nei confronti del contesto delle società e della produzione di pubblicità che cercano di autorizzare o escludere lo spettatore per incoraggiare una mentalità interna al gruppo con l'obiettivo di convincere lo spettatore a consumare. Mentre La fabbrica del consenso: l'economia politica dei mass media affronta l'uso di slogan nel contesto della propaganda nazionale, Chomsky sostiene che la propaganda nazionale e capitalista sono intrinsecamente collegate e non si escludono chiaramente l'una all'altra. Sono spesso utilizzati nelle campagne di disinformazione, come forme di propaganda rapida e immediata che ben si adattano alle moderne forme di social media. Scrittori precedenti come George Orwell osservano l'uso efficace di slogan rapidi non critici per produrre una popolazione servile, scritti principalmente nel 1984 come critica generale alla manipolazione del linguaggio.

## Politica e razzismo
Gli slogan sono spesso usati come un modo per disumanizzare gruppi di persone. Negli Stati Uniti, quando la febbre anticomunista prese piede negli anni '50, la frase Better dead than red divenne uno slogan anticomunista popolare negli Stati Uniti, specialmente durante l'era McCarthy. 
Death to America è uno slogan e un canto politico anti-americani. È usato in Iran. Death to Arabs è uno slogan anti-arabo usato da alcuni israeliani.